# Borja Corcóstegui
Francisco de Borja Corcóstegui Guraya (San Sebastián, 9 de octubre de 1950) es un médico especialista en Oftalmología, afincado en Barcelona desde 1975, y fundador y director médico hasta 2022 del Instituto Microcirugía Ocular (IMO).

## Biografía
Nacido en San Sebastián en el seno de una familia  relacionada con la medicina. En el año 2008  la familia Corcóstegui recibe el premio de la Academia de Ciencias Médicas de Bilbao, el “Premio Dr. José Carrasco-Máximo de Aguirre por la trayectoria de siete generaciones dedicados a la Medicina”.
Realizó la carrera de Medicina en la Universidad de Zaragoza y, posteriormente, cursó la especialidad de Oftalmología en el Hospital Universitario Valle de Hebrón (HUVH) de la Universidad Autónoma de Barcelona (UAB), durante el período 1975-1977. Posteriormente, comenzó a interesarse por las enfermedades vitreorretinianas y por la incipiente cirugía intravítrea, completando su formación en centros médicos de Zúrich, Nueva York y Filadelfia. 
Ocupó los cargos de la plantilla de Oftalmología del HUVH como médico adjunto, Jefe de Sección y Jefe de Servicio. Durante este tiempo compatibilizaba estas tareas con la actividad en el Hospital General de Cataluña y, posteriormente, en la clínica Quirón de Barcelona, dentro del llamado Centro de Retina y Vítreo. En 1992, se refunda con los doctores García-Arumí, Güell, Mateo y Nieto, y cambia el nombre a Instituto de Microcirugía Ocular (IMO).  En el año 2019, se une a Miranza, grupo de clínicas oftalmológicas. 
El doctor Corcóstegui desarrolló la actividad docente como Profesor Asociado de la UAB (1988-1991); en la Unidad Docente del HUVH (1992-2000) y finalmente, ocupó la dirección de la cátedra de IMO, desde el 2000 a 2009. 
En el año 2009, participó en la creación y desarrollo de la Fundación European School for Advanced Studies in Ophthlmology (ESASO), en Suiza. Ha participado, desde el inicio, como Jefe de Desarrollo de Programas y, desde el 2015, ocupa el cargo de Presidente de la Fundación ESASO.
El Dr. Corcóstegui lidera el ranking de los especialistas en oftalmología con mejor reputación de España, según el primer Monitor de Reputación Sanitaria (MRS), un estudio presentado en diciembre de 2014, y aparece entre los mejores médicos de España, en el ranking publicado en 2018 por la revista Forbes.
Entre las principales aportaciones del oftalmólogo, destaca la promoción en España de la cirugía sin ingreso en oftalmología en los años 80; la introducción en Europa de múltiples técnicas para la cirugía vitreorretininana, como el uso de los perfluorocarbonos líquidos (PFCL), sustancias sintéticas transparentes con un elevado peso específico que marcaron un antes y un después en esta cirugía a principios de los 90; el uso pionero en nuestro país del endoláser en la cirugía de la retina.
También ha participado la investigación de la retinosis pigmentaria y en el desarrollo de nuevos fármacos para el tratamiento de patologías oculares, y ha sido el asesor español en los estudios de investigación para el desarrollo del chip de la retina, desde finales de los 90.
Ha sido autor y coautor de muchos artículos peer review en conocidas revistas de impacto internacional, ocupando el cargo de Editor in Chief (2012-2015) de la revista Ophthalmic Research (Basilea, Suiza). Ha escrito cuatro libros en colaboración con otros médicos, dos de los cuales son ponencias oficiales de la Sociedad Española de Oftalmología (SEO): “Angiografía Fluoresceínica y Láser” (1988) y “Cirugía vitreorretiniana: Indicaciones y técnicas” (1999).
Ha sido cofundador de la Sociedad Española de Retina y Vítreo (1988), ocupando la Presidencia durante dos legislaturas, del 1996 al 2004. También participó en la fundación de EURETINA, la Sociedad Europea de los especialistas en Retina, de la que, tras ocupar la Vicepresidencia, fue Presidente, entre 2005 y 2006. Ha participado como miembro de la junta de la American Society Retina Specialist y del Club de la Retina Jules Gonin, del que además es miembro honorario.
Fue cofundador, en el año 2001, junto con Rafael Ribó, de la Fundación de cooperación en los países en vías de desarrollo Ulls del Món (Ojos del Mundo), de la que ocupa la Vicepresidencia desde su fundación. Por otro lado, fue presidente de la Fundación IMO hasta 2024 y, desde entonces, es presidente de la Fundación Miranza. 
Es miembro de honor de las Sociedades Españolas, la Sociedad Oftalmológica del Norte, Sociedad Gallega de Oftalmología, Sociedad Aragonesa de Oftalmología, Sociedad Valenciana de Oftalmología, Sociedad Catalana de Oftalmología, y de la Sociedad Española de Retina y Vítreo.

## Premios y reconocimientos
Algunos de los premios y reconocimientos del Dr. Borja Corcóstegui son:
- Premio Castroviejo, Sociedad Española de Oftalmología (1999)
- Presentación Guillermo Picó, Reunión anual de la Sociedad Portorriqueña de Oftalmología (1999)
- Junior Award, American Society Retina Specialists (2000)
- Premio ONCE, categoría “Solidaridad y superación” (2001)
- Lección Juan Verdaguer, Sociedad Chilena de Oftalmología (2003)
- Senior Award, American Society Retina Specialist (2004)
- Junior Achievement Award, American Academy of Ophthalmology (2006)
- Lección y Premio, Britishi and Eire Association of Vitreorretinal Surgeons (2007)
- Pohl lecture and prize, Vitreorretinal Meeting Frankfurt (2008)
- Academy Award, Societa Italiana Oftalmologica Meridionale (2009)
- Premio Alejandro Palomar, Sociedad Aragonesa de Oftalmología (2009)
- 20.ª Lecture Richarson Cross, South British Ophthalmological Society (2009)
- Honor guest, 43th Meeting Retina Society (2010)
- Honor Achivement Award, American Academy of Ophthalmology (2010)
- Primera Stanley Chang Lecture and Award (New York, 2011)
- Premio Protagonistas, sección de Ciencia (2011)
- Miembro de la European Academy of Ophthalmology (2011)
- EURETINA lecture (2011)
- Reconocimiento Top Doctors (2014)
- Ingresó como miembro número de la Real Academia de Medicina de Cataluña (2016)
- Membre  Honoraire, Société Française d'Ophtalmologie (SFO), Conference (2017)
- Gisbert Richard Lecture, EUTINA Meeting (2017)
- Charla Magistral Dr. Zato, Sociedad Dominicana de Oftalmología (2019)
- Premio Gaudí-Gresol en Medicina (2019)
- Premi Muncunill a la Innovació, Ajuntament de Terrassa (2021)
- Miembro de honor, Club Jules Gonin (2022)
- Tano Lecture, Club Jules Gonin (2022)